# كلاتوفي
كلاتوفي (بالتشيكية: Klatovy)‏ هي بلدة في إقليم بلزن في جمهورية التشيك، وهي مركز مقاطعة كلاتوفي.
يبلغ عدد سكان هذه البلدة 22,424 حسب إحصاء في سنة 2013.

## معرض صور

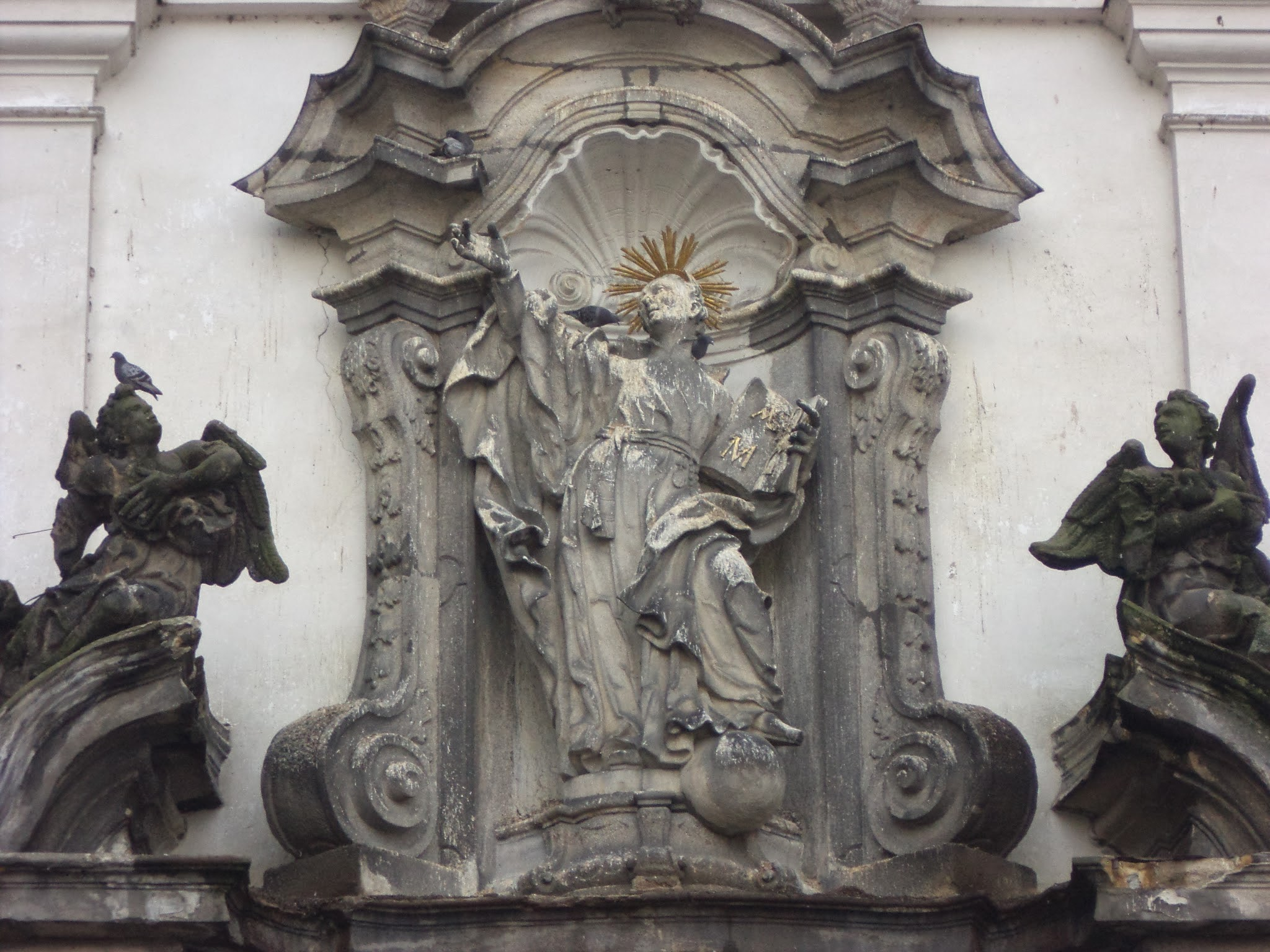
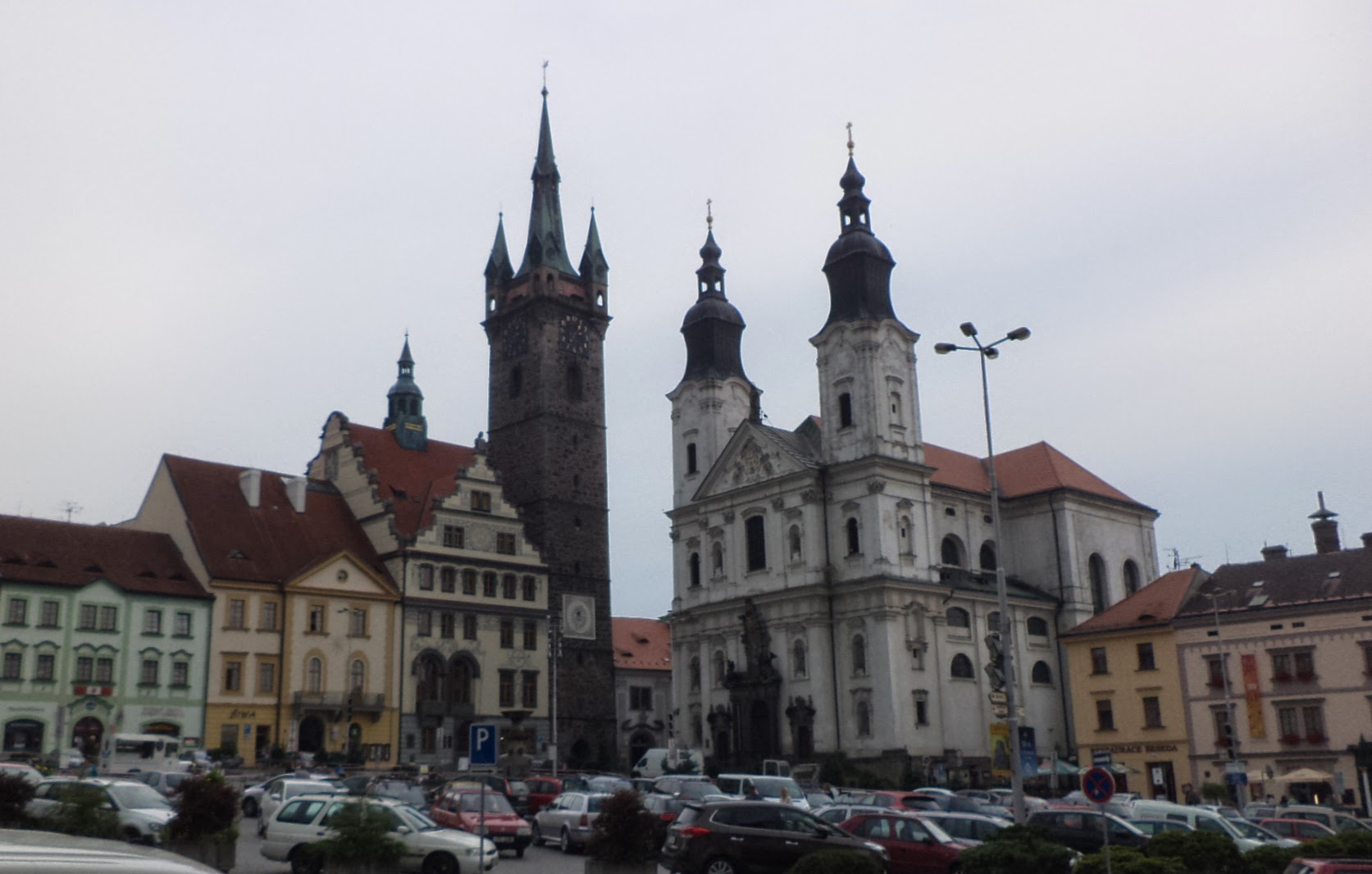
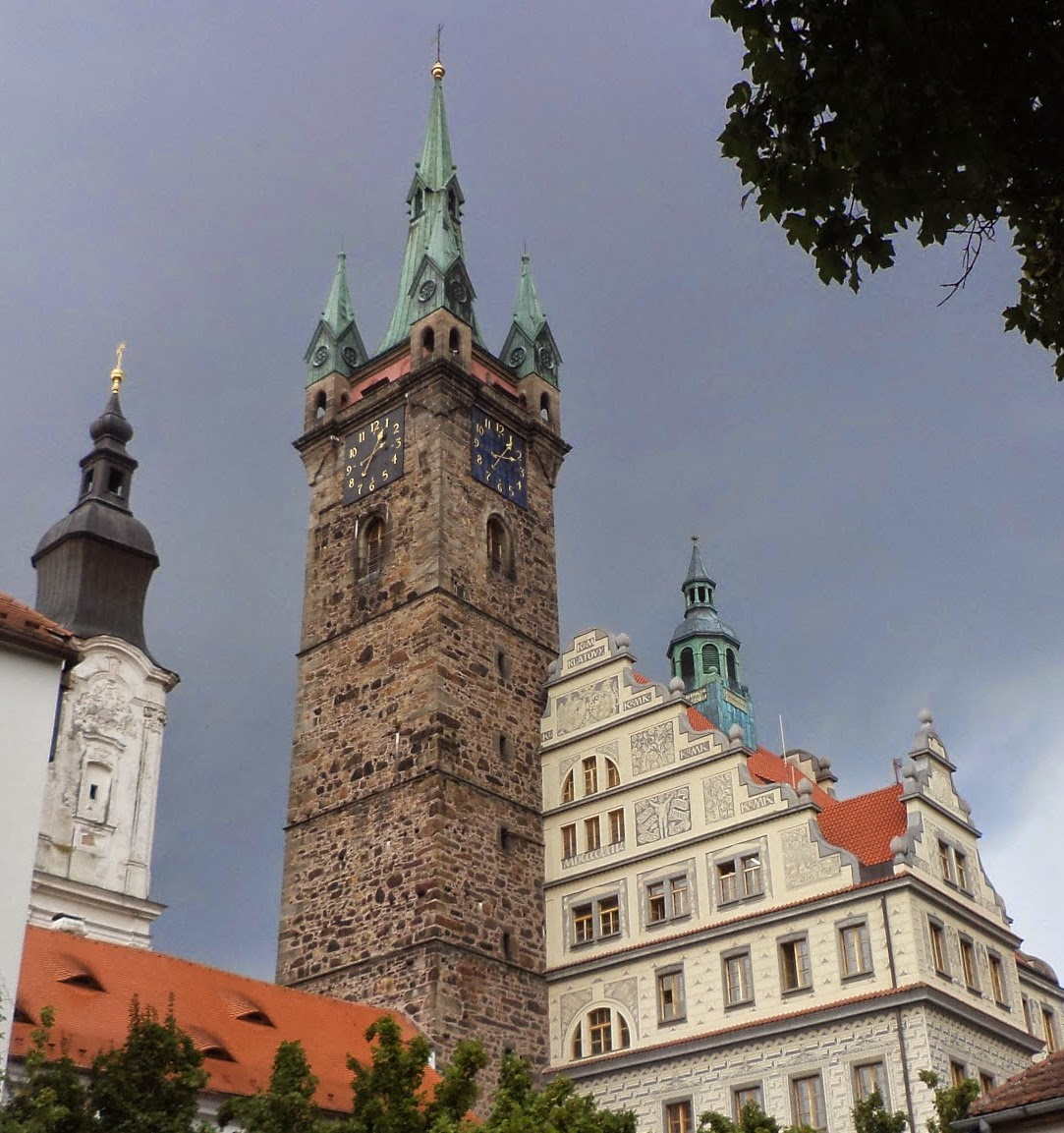

## توأمة
لكلاتوفي اتفاقيات توأمة مع كل من:
- كام
- هيمسكيرك

## اقرأ أيضاً
- مقاطعة كلاتوفي